# Capuava (Mauá)
Capuava é um bairro e distrito do município brasileiro de Mauá, que fica em São Paulo, Brasil. Com sede no bairro Capuava e com território pertencente ao município de Mauá.

## Geografia
Situado no vale do Rio Tamanduateí, o bairro é o maior polo econômico do município, possuindo um pólo Petroquímico e um pólo Industrial. É também o terceiro maior da região em área (12 km²), porém, graças a ser majoritariamente ocupado por indústrias é um dos menos habitados da cidade.
Possui uma estação ferroviária (Estação Capuava) na Linha 10 do Trem Metropolitano de São Paulo. O projeto para a construção do trecho do viaduto do complexo do Rodoanel Mário Covas já está pronto e em funcionamento. Também está em projeto o prolongamento da Avenida do Estado até o início da Avenida Alberto Soares Sampaio (embaixo do Viaduto J.K.).

### Principais vias
- Av. Comendador Wolthers
- Av. Manuel da Nóbrega
- Av. Alberto Soares Sampaio
- Av. do Estado

## História
Pertenceu a Santo André, do qual era distrito. Já nessa época, houve a construção da Refinaria de Capuava - Recap. Após, passou a fazer parte do município de Mauá no ano de 1999, quando este foi desmembrado.

O nome Capuava é de origem indígena, por corruptela de ‘Caa-Poaba', que significa ‘abrigo na roça'. A denominação já era empregada na região no período imperial. Quando foi inaugurada a primeira parada de trens no local, em 1920, o nome Capuava já foi empregado para denominar a semente da atual estação da linha 10.

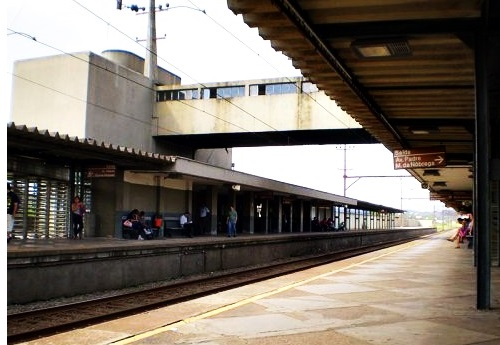
Estação do bairro de Capuava em Mauá

O primeiro loteamento urbano ocorreu na década de 1940, no atual município de Mauá; o Parque Capuava, de 1957, já no território de Santo André, é uma sequência do Capuava original. Sua divisão inicial teve 1.492 lotes, com a média de 400 m² cada um. Nos dois casos, entre os proprietários/loteadores, aparece a família paulistana dos Alcântara Machado.